# Delphinium parishii

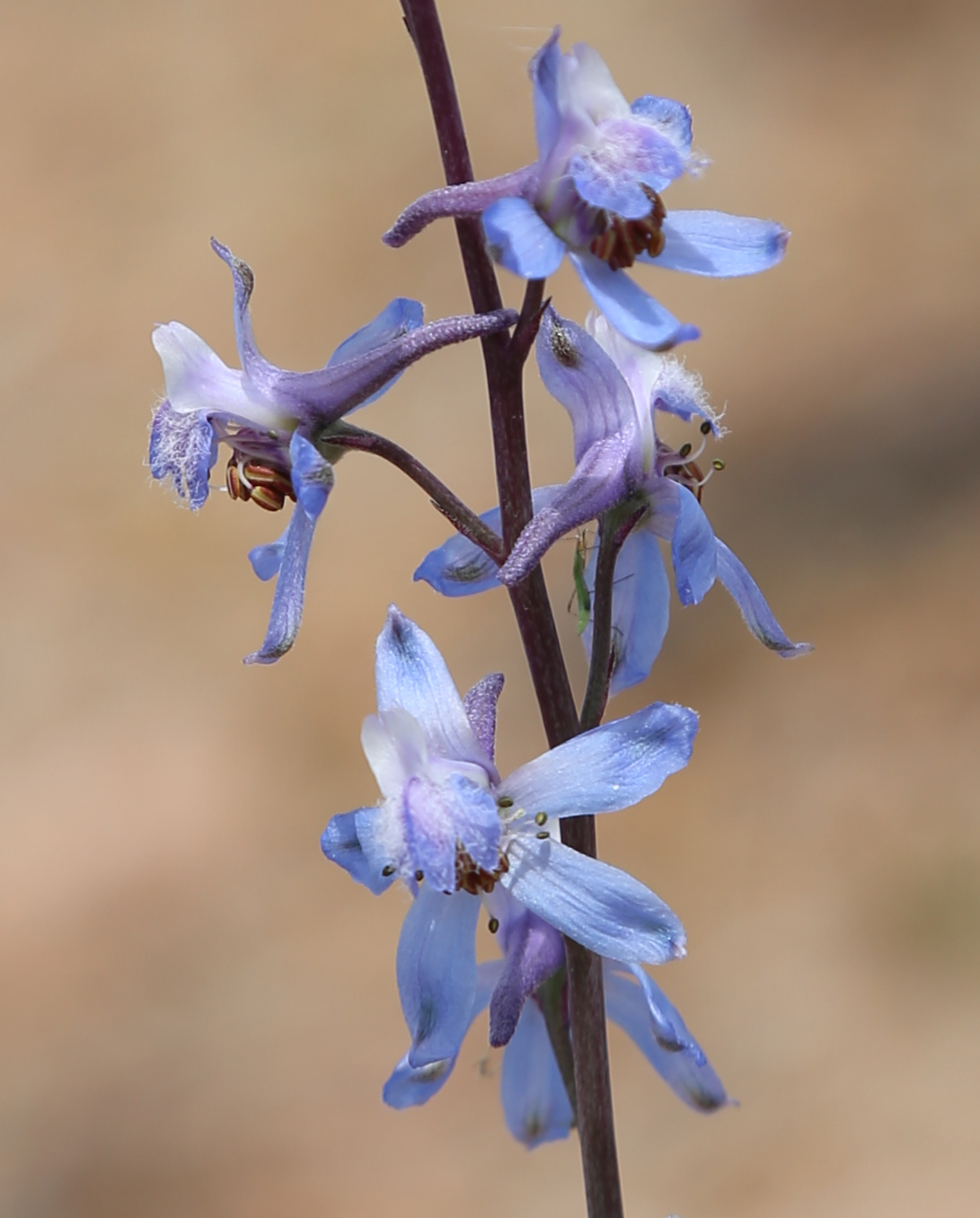
Primer pla de les flors

Delphinium parishii, l'esperó de cavaller del desert, és una planta amb flor que pertany a la família de les ranunculàcies (Ranunculaceae).

## Descripció
Delphinium parishi és una planta herbàcia perenne que creix fins 17-60 cm d'alçada, poques vegades fins a 100 cm d'alçada, amb fulles palmades lobulades que sovint es marceixen en el moment de la floració.
Les flors varien segons la seva àrea de distribució de l'espècie, des del blau fosc al violaci a prop del Parc Nacional dels Arbres de Josuè, de color blau cel a les parts orientals i nord del desert i de color rosa a algunes zones de Califòrnia.
Cada flor també pot ser de tonalitats múltiples, sovint amb pètals veritables superiors de color blanc, esperons de nèctar blau o porpra més fosc i sèpals de color blau clar amb puntes més fosques. La floració es produeix entre abril i juny.

## Distribució i hàbitat
Delphinium parishi és originària del desert de Mojave, al sud-oest dels Estats Units i al nord-oest de Mèxic. Al Sud de Califòrnia també es troba a les Tehachapi Mountains, les Transverse Ranges i l'est de Sierra Nevada.

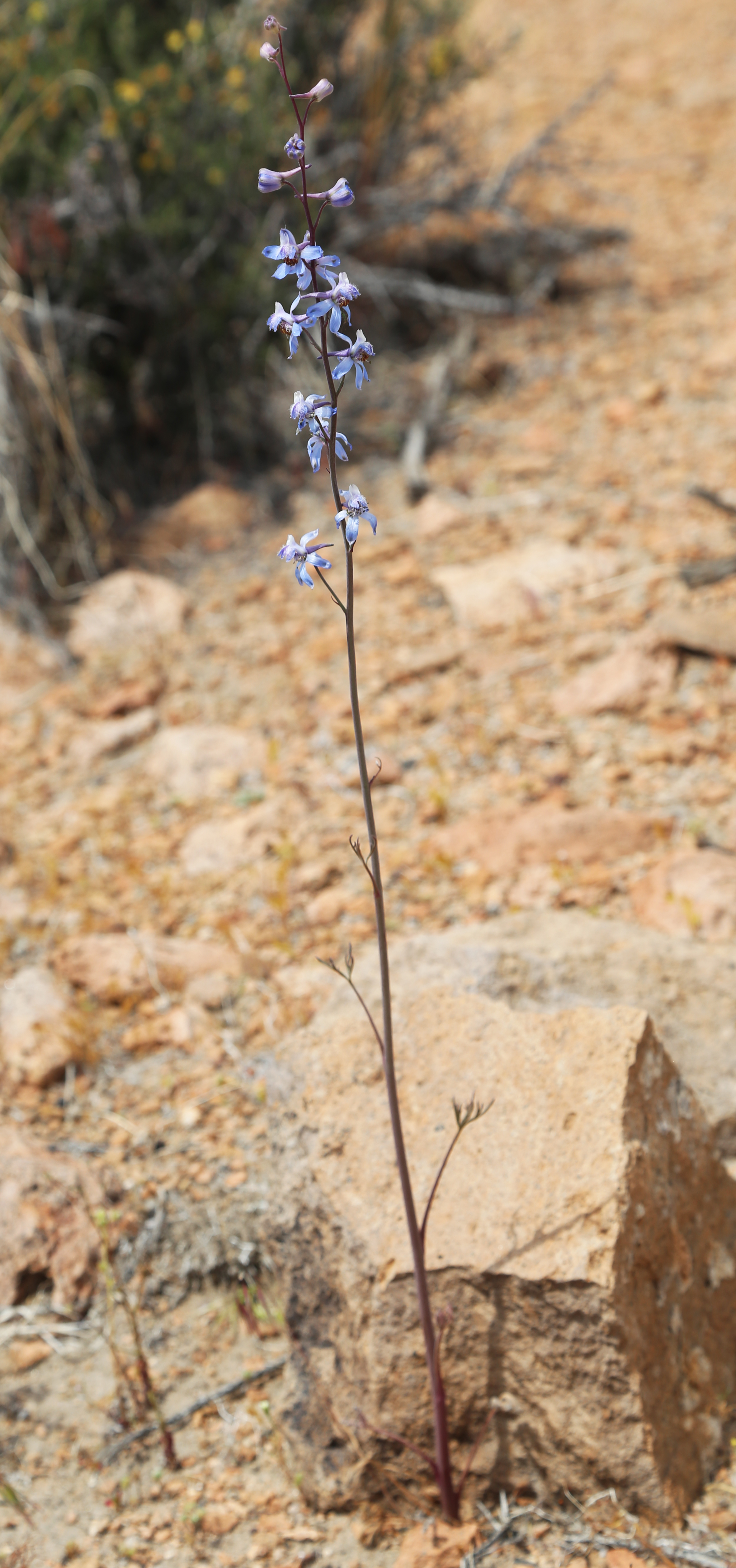
Tija de la planta de l'esperó de cavaller del desert amb flors i brots

Es troba en matollars desèrtics d'entre 300-2.500 metres d'altitud a Califòrnia, Arizona, al sud-oest de Utah i a la Baixa Califòrnia.

## Taxonomia
Delphinium parishii va ser descrita per Asa Gray i publicat a Botanical Gazette 12(3): 53, a l'any 1887.
Etimologia
Vegeu: Delphinium
parishii: epítet atorgat en honor dels col·leccionistes botànics i germans Samuel Bonsall Parish (1838-1928) i William Fletcher Parish (1840-1918), ambdós vivien en un ranxo a San Bernardino, Califòrnia, i van fer nombrosos viatges explorant les muntanyes i els deserts.